# Affaire Jean-Marie Lemercier
Pour un article plus général, voir Abus sexuels sur mineurs dans l'Église catholique en France.
L'affaire Jean-Marie Lemercier est une affaire judiciaire mettant en cause le prêtre français Jean-Marie Lemercier. Coupable d'agressions sexuelles sur un mineur, il est condamné, en juin 2013, à 18 mois de prison avec sursis avec une mise à l'épreuve de deux ans.

## Historique
En juin 2010, le prêtre Jean-Marie Lemercier, qui officie dans les paroisses Saint-Sever et Saint-Clément de Rouen depuis 1984, est mis en examen « pour agression sexuelle sur mineurs de 15 ans par personne ayant autorité ». L'archevêque de Rouen, Jean-Charles Descubes le suspend de sa charge pastorale.
Lors de sa garde à vue, Jean-Marie Lemercier reconnait des agressions sexuelles sur son filleul, un enfant de 10 ans à l'époque des faits. De plus, il reconnait des attouchements sur trois autres mineurs dont le petit frère de la première victime. Ces derniers, n'ont pas porté plainte contre le prêtre. Il recevait les enfants chez lui, notamment lors des vacances scolaires. Il aurait cessé ses actes pédophiles au début des années 2000. À partir de cette date, il collectionne les images pédopornographiques, mais le disque dur de son ordinateur ayant été nettoyé, rien n'est retrouvé dessus.
Jean-Marie Lemercier est condamné en juin 2013 à 18 mois de prison avec sursis avec une mise à l'épreuve de deux ans.